# Suchoi T-49
Die Suchoi T-49 war ein sowjetischer Prototyp für einen Abfangjäger.

## Entwicklung
Die Suchoi T-49 ist eine modernisierte Version der Suchoi Su-11 mit neuem Radar und veränderter Bewaffnung. Das Projekt wurde am 6. August 1957 offiziell gestartet, der Erstflug des T-49-Prototyps fand, nach diversen Rolltests ab Oktober 1959, im Januar 1960 mit A. Konzow an Bord statt.
Bei der Entwicklung der T-49 wurden die Deltaflügel, das Leitwerk und der zigarrenförmige Rumpf von der Su-11 übernommen. Ein wesentliches Unterscheidungsmerkmal zum Vorgängermodell ist die verlängerte Nase des Flugzeuges zur Aufnahme des leistungsfähigeren Radars. Da dies auch mit einem größeren Durchmesser verbunden war, war es nicht mehr möglich, die Radarantenne im Schockkonus des Lufteinlaufs unterzubringen, beziehungsweise bestand so kein Platz mehr für den ringförmigen Lufteinlass. Daher wurde auf beiden Seiten kurz nach dem Radom laterale Lufteinlässe konstruiert. Dies vereinfachte zudem die Funktionsweise des Radars, da dessen Antenne nun fest in der Flugzeugspitze verbaut war und die Vor- und Zurückbewegungen des Triebwerkschockkonus nicht mehr ausgeglichen werden mussten.
Für den Bau der T-49 wurde die nicht fertiggestellte T-39 verwendet. Das Projekt T-39 wurde 1958 gestoppt. Der Treibstofftank Nummer 3 wurde wieder in den Rumpf eingebaut, nachdem für das Projekt T-39 an der Stelle ein Tank für die Wassereinspritzung vorgesehen war. Der gesamte Rumpf vor dem Cockpit wurde neu konstruiert.
Die Flugversuche mit der T-49 waren erfolgversprechend, jedoch zeigte sich, dass das zweistrahlige Projekt T-58 ein größeres Potential hatte. Besonders im Bezug auf die Wünsche der PWO betreffend der Zuverlässigkeit der Triebwerke erfüllte die einstrahlige T-49 diese Anforderungen nicht so gut wie die T-58. Jedoch erwies sich die T-49 als wertvoller Wegbereiter der T-58, besonders was das Radar und die Entwicklung der Lufteinläufe betraf. Bei den Lufteinläufen verhalf dies der T-58 zu einem Entwicklungsvorsprung gegenüber dem Konkurrenzmuster Jak-28-64 von Jakowlew. Die T-58 entwickelte sich schließlich zur Serienversion unter der Bezeichnung Su-15.
Die einzige gebaute Suchoi T-49 wurde im April 1960 beschädigt, eine Reparatur wurde nicht in Betracht gezogen und das Flugzeug verschrottet.

## Technische Daten
| Kenngröße             | Daten                              |
| --------------------- | ---------------------------------- |
| Besatzung             | 1                                  |
| Spannweite            | 8,56 m                             |
| Länge                 | 19,41 m                            |
| Höhe                  | 5,28 m                             |
| Leermasse             | 7.260 kg                           |
| Startmasse            | 10.750 kg                          |
| Triebwerk             | ein Ljulka AL-7F-1                 |
| Schub                 | 6.800 kp, 9.600 kp mit Nachbrenner |
| Höchstgeschwindigkeit | 2.650 km/h in 15.000 m Höhe        |
| Gipfelhöhe            | praktisch 25.000 m                 |
| Reichweite            | 1.260 km                           |